# Etiopiens riksvapen
Etiopiens riksvapen består av ett blått fält belagt med en genombruten femuddig stjärna av guld, från vilken avskurna strängar av samma metall utstrålar.  Vapnet antogs 6 februari 1996. 
Etiopiens traditionella symbol fram till kejsardömets avskaffande 1974 var ett krönt vänstervänt heraldiskt lejon (med heraldisk terminologi mer precist beskrivet som en leopard, eftersom den var gående och utåtseende) som höll i en spira med ett band i den etiopiska flaggans färger, grönt, gult och rött. Detta speglade en av kejsarens titlar: "lejonet av Juda".